# Flammende Ungdom
Flammende Ungdom er en amerikansk stumfilm fra 1923 af John Francis Dillon.

## Medvirkende
- Colleen Moore som Patricia Frentiss
- Milton Sills som Cary Scott
- Elliott Dexter som Dr. Bobs
- Sylvia Breamer som Dee Fentriss
- Myrtle Stedman som Mona Fentriss
- Betty Francisco som Connie Fentriss